# Gregor Reichenberg
Gregor Reichenberg, slovenski arhitekt in politik * 3. oktober 1974, Maribor.
Arhitekt Gregor Reichenberg je osnovno in srednješolsko izobraževanje zaključil v rodnem mestu. Šolanje je leta 1993 nadaljeval na Tehnični univerzi v Gradcu v Avstriji smer arhitektura, kjer je diplomiral leta 2000. Takoj po diplomi se je sprva zaposlil v Arhitekturnem ateljeju Konrada Freya v Gradcu, od leta 2001 do leta 2004 pa je bil zaposlen v arhitekturnem ateljeju znanega arhitekta Borisa Podrecce na Dunaju. Leta 2004 pa se je zaposlil v podjetju Reichenberg arhitektura iz Maribora, katerega je leta 1990 ustanovil njegov oče Bogdan Reichenberg.